# Afranthidium herbsti
Afranthidium herbsti là một loài Hymenoptera trong họ Megachilidae. Loài này được Pasteels mô tả khoa học năm 1984.